# 柄唇兰
柄唇兰（学名：Podochilus khasianus）为兰科柄唇兰属下的一个种。